# Список космічних запусків Ірану
Список космічних запусків Ірану
| Дата              | Ракета-носій | Корисне навантаження (тип) | Космодром/ Стартовий комплекс | SCD/NSSDC ID                                       | Результат                     |
| ----------------- | ------------ | -------------------------- | ----------------------------- | -------------------------------------------------- | ----------------------------- |
| 16 серпня 2008 р. | Сафір        | Тестове навантаження       | Семнан                        | — / —                                              | Невдача                       |
| 2 лютого 2009 р.  | Сафір-2      | Омід                       | Семнан                        | http://www.n2yo.com/satellite/?s=33506 / 2009-004A | Успіх                         |
| 15 червня 2011 р. | Сафір-2      | Расад                      | Семнан                        | http://www.n2yo.com/satellite/?s=37675 / 2011-025A | Успіх                         |
| 3 лютого 2012 р.  | Сафир-2      | Навід                      | Семнан                        | http://www.n2yo.com/satellite/?s=38075 / 2012-005A | Успіх                         |
| 23 травня 2012 р. | Сафір-2      | Фаджр                      | Семнан                        |                                                    | Невдача (Іраном не пояснено). |
| жовтень 2012 р.   | Сафір-2      | Фаджр                      | Семнан                        |                                                    | Невдача (Іраном не пояснено)  |
| 2 лютого 2015 р.  | Сафір-2      | Фаджр                      | Семнан                        | 2015-006A                                          | Успіх                         |